# Gymnelia pavo
Gymnelia pavo là một loài bướm đêm thuộc phân họ Arctiinae, họ Erebidae.